# Manfred Wöhlcke von Glehn
Manfred Wöhlcke von Glehn (* 15. November 1942 in Berlin) ist ein deutscher Soziologe, Autor und bildender Künstler.

## Leben
Wöhlcke von Glehn ist in Berlin geboren, in Brasilien aufgewachsen, hat in Deutschland das Abitur abgelegt und in der Bundesmarine bis zum Rang eines Leutnants zur See gedient und wurde 1967 als Offizier anerkannter Kriegsdienstverweigerer.
Von 1964 bis 1966 belegte er ein Studium der Soziologie, Politologie und Romanistik an der Christian-Albrechts-Universität in Kiel. 1967 folgte ein Studium an der Universität von São Paulo und die Promotion zum Dr. phil. mit einer Dissertation über religiösen Wandel und interethnische Marginalität an der Friedrich-Alexander-Universität in Erlangen (1969). 1979 erfolgte an der Freien Universität Berlin die Habilitation mit einer Studie über die Theorie der abhängigen Entwicklung. Er war Stipendiat der Friedrich-Ebert-Stiftung und der Deutschen Forschungsgemeinschaft. Seine Berufliche Laufbahn begann er als wissenschaftlicher Mitarbeiter am Institut für Iberoamerika-Kunde in Hamburg sowie als Referent für globale Fragen an der Stiftung Wissenschaft und Politik. Danach war er Leiter eines von der Thyssen-Stiftung finanzierten Forschungsprojekts in Kooperation mit dem Bundesinstitut für Bevölkerungsforschung.

## Schwerpunkte
Internationale Entwicklungs- und Umweltpolitik, globale Gefährdungen, demographischer Wandel, transnationale Migration, politische Soziologe Lateinamerikas. Seit 2003 beschäftigt sich Manfred Wöhlcke von Glehn ausschließlich mit belletristischer Literatur und bildender Kunst.

## Veröffentlichungen
- Lateinamerika in der Presse. Klett, Stuttgart 1973, ISBN 3-12-949480-4.
- Das brasilianische „Modell“. Institut für Iberoamerika-Kunde, Hamburg 1974
- Wissenschaftliche Übersetzung aus dem Portugiesischen: Celso Furtado – Die wirtschaftliche Entwicklung Brasiliens. Fink, München 1975, ISBN 3-7705-1318-5.
- Die neuere entwicklungstheoretische Diskussion. Vervuert, Frankfurt 1977, ISBN 3-921600-01-0.
- Herbert kennt das Erdinnere. Gedichte. Selbstverlag, Hamburg 1977.
- Darcy Ribeiro - Unterentwicklung, Kultur und Zivilisation. Wissenschaftliche Übersetzung aus dem Portugiesischen. Suhrkamp, Frankfurt 1979, ISBN 3-518-11018-7.
- mit Beatrix von Hagen: Die Entkleidung des Kellners. Gedichte. Selbstverlag, 1978.
- Das Genossenschaftswesen in Portugal. Friedrich Naumann Stiftung, Bonn 1980.
- Abhängige Industrialisierung und sozialer Wandel: Der Fall Brasilien. Fink, München 1981, ISBN 3-7705-1958-2.
- Brasilien 1983: Ambivalenzen seiner politischen und wirtschaftlichen Orientierung. Nomos, Baden-Baden 1983, ISBN 3-7890-0976-8.
- Die Karibik im Konflikt entwicklungspolitischer und hegemonialer Interessen. Nomos, Baden-Baden 1982, ISBN 3-7890-0747-1.
- Ein Dritter Weg für die Dritte Welt? Nachholende Nationenbildung im Schnittpunkt entwicklungspolitischer und hegemonialer Interessen. Nomos, Baden-Baden 1985, ISBN 3-7890-1179-7.
- Die Ursachen der ungleichen Entwicklung der amerikanischen Völker. Wissenschaftliche Übersetzung aus dem Portugiesischen. Darcy Ribeiro. Suhrkamp Frankfurt 1985, ISBN 3-518-57711-5.
- Brasilien. Anatomie eines Riesen. 3. Auflage. Beck, München 1991, ISBN 3-406-32187-9.
- Brasilien als Produzent und Exporteur von Rüstungsgütern. Nomos, Baden-Baden 1987, ISBN 3-7890-1355-2.
- Umweltzerstörung in der Dritten Welt. Beck, München 1987, ISBN 3-406-32271-9.
- Tohuwabohu und Saudade. Roman. Eberhard-Verlag, München 1988, ISBN 3-926777-12-5.
- Der Fall Lateinamerika. Die Kosten des Fortschritts. Beck, München 1989, ISBN 3-406-33149-1.
- Umwelt- und Ressourcenschutz in der internationalen Entwicklungspolitik. Nomos, Baden-Baden 1990, ISBN 3-7890-1990-9.
- Umweltflüchtlinge, Ursachen und Folgen. Beck, München 1992, ISBN 3-406-34077-6.
- Der ökologische Nord-Süd-Konflikt. Beck, München 1993, ISBN 3-406-37421-2.
- Brasilien – Diagnose einer Krise. Beck, München 1994, ISBN 3-406-37466-2.
- Der Weihnachtsmann. Begegnungen der dritten Art. dtv, München 1996, ISBN 3-423-12326-5.
- Soziale Entropie. München (dtv) 1996, ISBN 3-423-04687-2. Japanische Lizenzausgabe. Verlag Seido Sha, Tokio 1999, ISBN 4-7917-5641-X.
- Ökologische Sicherheit: Neue Agenda für die Umweltpolitik? Nomos, Baden-Baden 1997, ISBN 3-7890-5100-4.
- Regina Pectoris. Eberhard-Verlag, München 1998, ISBN 3-926777-55-9.
- Der Trojanische Krieg. München 1998, ISBN 3-423-12539-X.
- 500 Jahre Brasilien. Die Entstehung einer Nation. Vier-Viertel-Verlag, Wien 2000, ISBN 3-9500908-6-X.
- Korsika. Reiseführer für Katzen. Vier-Viertel-Verlag, Wien 2002, ISBN 3-9500908-3-5.
- mit Christa Schmidt: Ein-Fälle und Ein-Gebungen. Dialog zwischen einer Psychoanalytikerin und einem Religionssoziologen. Books on Demand, Norderstedt 2003, ISBN 3-8330-0510-6.
- Die Ilias. Books on Demand, Norderstedt 2003, ISBN 3-8334-0144-3.
- Die Odyssee. Books on Demand, Norderstedt 2003, ISBN 3-8334-0047-1.
- Das Ende der Zivilisation. Über soziale Entropie und kollektive Selbstzerstörung. dtv, München 2003, ISBN 3-423-34054-1.
- mit Charlotte Höhn und Susanne Schmid: Demographische Entwicklungen in und um Europa – Politisch relevante Konsequenzen. Nomos, Baden-Baden 2004, ISBN 3-8329-0680-0.
- Troya Savasi. Ilya Izmir Yayinevi, Izmir 2004, ISBN 975-6249-23-4.
- Odysseia. Ilya Izmir Yayinevi, Izmir 2004, ISBN 975-6249-50-1.
- Die Kirche in Murnau. Ein dekonstruierter Roman. Edition und Galerie Ars Nova, Freyung 2009, ISBN 978-3-8370-2296-4.
- Die goldene Hochzeit. Edition Lichtland, Freyung 2011, ISBN 978-3-9812924-2-8.
- Tagebuch eines Psychonauten. Edition und Galerie Ars Nova, Freyung 2013, ISBN 978-3-7322-3442-4.
- Vier Mädchen. Ohetaler Verlag, Grafenau 2013, ISBN 978-3-95511-005-5.
- Eine lange Reise mit einer toten Frau. Books on Demand, Norderstedt 2015, ISBN 978-3-7392-5415-9.
- Briefe an den ungläubigen Thomas. Über Glauben und Glaubenszweifel. F. Steinkopf Verlag, Kiel 2017, ISBN 978-3-7984-0840-1.
- Die Krone der Schöpfung - Ein Epilog. F. Steinkopf Verlag, Kiel 2017, ISBN 978-3-7984-0842-5.